# 疆菊
疆菊（学名：Syreitschikovia tenuifolia）为菊科疆菊属的植物。分布于俄罗斯以及中国大陆的新疆等地，生长于海拔1,200米至1,300米的地区，常生长在草原，目前尚未由人工引种栽培。